# نبیها بنسودا
نبیها بنسودا (انگلیسی: Nabiha؛ زادهٔ ) خوانندهٔ مؤلف، موسیقی‌دان اهل دانمارک است. وی از سال ۲۰۰۹ میلادی تاکنون مشغول فعالیت بوده‌است.